# Henri Smets

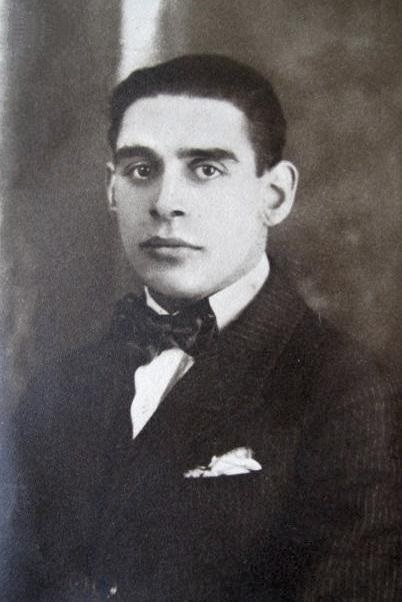
Henri Smets

Henri Smets (Adolphe Henri Smets; * 23. Dezember 1896 in Wezembeek-Oppem; † 11. März 1950 in Brüssel) war ein belgischer Langstreckenläufer.
Bei den Olympischen Spielen 1920 in Antwerpen kam er im Crosslauf in der Einzelwertung auf den 33. Platz und wurde Sechster in der Mannschaftswertung. Über 5000 m und im 3000-Meter-Mannschaftsrennen schied er im Vorlauf aus.